# بنلوكس
دول البينيلكس أو اتحاد البنلوكس (بالإنجليزية BENELUX) هو اتحاد سياسي- اقتصادي وتعاون دولي حكومي لثلاثة دول متجاورة في أوروبا الغربية:بلجيكا وهولندا ولوكسمبورغ. اشتق اسم بنلوكس من الأحرف الأولى من أسماء الدول الثلاثة باللاتينية حيث يرمز الحرفان BE إلى بلجيكا (BElgium)، والحرفان NE إلى هولندا (NEderland)، أما الحروف الثلاثة الأخيرة LUX فترمز إلى لوكسمبورغ (Luxembourg).
استخدم هذا الاسم لأول مرة لتسمية الاتفاقية الجمركية التي شكلت الاتحاد (تم توقيع الاتفاقية في عام 1944). واليوم يستخدم مصطلح بنلوكس للإشارة إلى التجمع الجغرافي والاقتصادي والثقافي للدول الثلاث.

## التاريخ
عندما تشكل الاتحاد بعد توقيع الإتفاقية الجمركية سنة 1944 أصبح التعاون بين حكومات بلجيكا وهولندا ولوكسمبورغ أفضل من السابق، فقد توسع الشكل الأولي للتعاون الاقتصادي بشكل مطرد مع مرور الوقت، مما أدى في عام 1958 إلى توقيع معاهدة إنشاء اتحاد البنلوكس الاقتصادي.
في البداية، كان الغرض من التعاون بين الدول الثلاثة هو وضع حد للحواجز الجمركية على الحدود وضمان حرية حركة الأشخاص والسلع والخدمات بين البلدان الثلاثة. كان هذا الاتحاد هو المثال الأول للتعاون الاقتصادي الدولي في أوروبا منذ الحرب العالمية الثانية.
تعمل بلدان البنلوكس معًا فيما يسمى «منتدى الطاقة»، وهي مجموعة تعاون إقليمية مكونة من خمسة أعضاء وهي دول البنلوكس (على اعتبار أنها دولة واحدة) وفرنسا وألمانيا والنمسا وسويسرا. ويتكون منتدى الطاقة من وزراء الطاقة الذين يمثلون هذه البلدان، تم تأسيس المنتدى قبل عشر سنوات، وهم يمثلون ما مجموعه 200 مليون نسمة و 40٪ من شبكة الكهرباء الأوروبية. بلغ عدد سكان اتحاد البنلوكس 29.55 مليون نسمة في نوفمبر 2019.

### تجديد المعاهدة
عُقدت معاهدة عام 1958 بين دول بنلوكس لتأسيس الاتحاد الاقتصادي لبنلوكس، وكانت محدودة بفترة زمنية قدرها 50 عامًا. خلال السنوات التالية، وخاصةً بعد إنشاء الاتحاد الأوروبي، ركزت تعاونات بنلوكس على تطوير مجالات أخرى ضمن سياق دولي يتغير باستمرار.
مع انتهاء فترة الـ50 عامًا، قررت حكومات دول بنلوكس الثلاثة تجديد المعاهدة، مع مراعاة الجوانب الجديدة للتعاون فيما بينها –مثل الأمن– والهيكل الحكومي الفيدرالي الجديد في بلجيكا. استُبدلت المعاهدة الأصلية، التي كانت ستنتهي في عام 2010، بإطار قانوني جديد (سُمي معاهدة مراجعة معاهدة تأسيس الاتحاد الاقتصادي لبنلوكس)، والتي تم توقيعها في 17 يونيو 2008.
لم تحدد المعاهدة الجديدة فترة زمنية معينة، وتغير اسم الاتحاد الاقتصادي لبنلوكس إلى اتحاد بنلوكس ليعكس النطاق الأوسع للاتحاد. تشمل الأهداف الرئيسية للمعاهدة استمرارية وتوسيع التعاون بين الدول الأعضاء الثلاثة ضمن سياق أوروبي أوسع. تنص المعاهدة المجددة صراحةً على إمكانية تعاون دول بنلوكس مع دول أوروبية أخرى أو مع هياكل تعاون إقليمية. يركز التعاون الجديد لبنلوكس على ثلاثة مواضيع رئيسية: السوق الداخلية والاتحاد الاقتصادي، والاستدامة، والعدالة والشؤون الداخلية. تم تقليص عدد الهياكل في المعاهدة المجددة وبذلك أصبحت أبسط.

### الأنشطة منذ عام 2008
يسعى اتحاد بنلوكس إلى التعاون ما بين المناطق، سواء مع فرنسا وألمانيا (شمال الراين-وستفاليا) أو أبعد من ذلك، مع دول البلطيق ومجلس الشمال ودول فيشغراد أو حتى أبعد. في عام 2018، اعتُمد إعلان سياسي مجدد بين بنلوكس وشمال الراين-وستفاليا لإعطاء دفعة إضافية للتعاون.
يعد اتحاد بنلوكس نشطًا بشكل خاص في مجال الملكية الفكرية. أنشأت الدول الثلاث مكتب بنلوكس للعلامات التجارية ومكتب بنلوكس للتصاميم، وكلاهما يقع في لاهاي. في عام 2005، أبرم الاتحاد معاهدة تأسيس مكتب بنلوكس للملكية الفكرية، الذي حل محل المكتبين عند دخوله حيز التنفيذ في 1 سبتمبر 2006. تعد هذه المنظمة الهيئة الرسمية لتسجيل العلامات التجارية والتصاميم في بنلوكس. بالإضافة إلى ذلك، توفر المنظمة إمكانية تسجيل الأفكار والمفاهيم والتصاميم والنماذج الأولية وما شابه ذلك بشكل رسمي.
تشمل بعض الأمثلة على المبادرات الأخيرة لبنلوكس: الاعتراف التلقائي بالمستوى التعليمي للشهادات والدرجات ضمن دول بنلوكس لبرامج البكالوريوس والماجستير في عام 2015، ولجميع الدرجات الأخرى في عام 2018؛ والفحوصات المشتركة للطرق في عام 2014؛ وتجربة بنلوكس مع سندات الشحن الرقمية (الاتفاقية الدولية لصفقات النقل البري) في عام 2017؛ ومعاهدة جديدة لبنلوكس للتعاون الشُرطي في عام 2018، التي تنص على إمكانية الوصول المباشر إلى قواعد بيانات الشرطة وسجلات السكان بين الدول الأعضاء ضمن حدود التشريعات الوطنية، والسماح لبعض قوات الشرطة بعبور الحدود في بعض الحالات. بالإضافة إلى ذلك، تلتزم دول بنلوكس بالعمل معًا في مجال التكيف مع تغير المناخ. في إعلان سياسي مشترك في يوليو عام 2020، دعت الدول الأعضاء في بنلوكس المفوضية الأوروبية إلى إعطاء الأولوية للدراجات في سياسة المناخ الأوروبية واستراتيجيات النقل المستدام، وتمويل إنشاء بنية تحتية لركوب الدراجات، وتوفير الأموال لتحفيز سياسات الدراجات.
في 5 يونيو 2018، احتفلت معاهدة بنلوكس بمرور 60 عامًا على وجودها. وفي عام 2018، أنشئ برلمان شباب بنلوكس.
بالإضافة إلى التعاون القائم على المعاهدة، هناك أيضًا تعاون سياسي في سياق بنلوكس، بما في ذلك القمم التي تجمع قادة حكومات بنلوكس. في عام 2019، عُقدت قمة بنلوكس في لوكسمبورغ. في عام 2020، عُقدت قمة بنلوكس -عبر الإنترنت، بسبب جائحة كوفيد-19 (فيروس كورونا)- تحت الرئاسة الهولندية في 7 أكتوبر بين رؤساء الوزراء.
اعتبارًا من 1 يناير 2017، بدأ ترتيب جديد لمهام الشرطة الجوية لحلف الناتو (حلف شمال الأطلسي) في مجال الطيران لبلجيكا وهولندا ولوكسمبورغ (بنلوكس). كان مقررًا أن تتولى القوات الجوية البلجيكية والقوات الجوية الملكية الهولندية المناوبات لمدة أربعة أشهر لضمان أن تكون طائرات تأهب الرد السريع جاهزة في جميع الأوقات لإطلاقها تحت سيطرة حلف الناتو.

## التعاون مع مناطق جيوسياسية أخرى
تتعاون دول بنلوكس أيضًا في ما يُسمى «منتدى الطاقة الخماسي»، وهو مجموعة تعاون إقليمية تضم خمسة أعضاء -دول بنلوكس وفرنسا وألمانيا والنمسا وسويسرا. تم تشكيله في 6 يونيو 2007، ويمثل وزراء الطاقة من الدول المختلفة إجمالي 200 مليون نسمة و40% من شبكة الكهرباء الأوروبية.
في عام 2017، سعى أعضاء بنلوكس، ومجلس البلطيق، وثلاثة أعضاء من المجلس الشمالي (السويد والدنمارك وفنلندا)، وجميع الدول الأخرى الأعضاء في الاتحاد الأوروبي، إلى زيادة التعاون في السوق الرقمية الموحدة، بالإضافة إلى مناقشة القضايا الاجتماعية والوحدة الاقتصادية والنقدية للاتحاد الأوروبي والهجرة والتعاون الدفاعي. كانت العلاقات الخارجية في أعقاب ضم الاتحاد الروسي للقرم والاستفتاء الدستوري التركي 2017 ضمن البرنامج أيضًا.
منذ عام 2008، يعمل اتحاد بنلوكس مع ولاية شمال الراين-وستفاليا الألمانية.
في عام 2018، وقع اتحاد بنلوكس إعلانًا مع فرنسا لتعزيز التعاون عبر الحدود.